# Minion (Cattivissimo me)
I Minions sono un gruppo di personaggi immaginari appartenente al franchise di Cattivissimo me e apparsi in tutti i film della saga.
Sono dei piccoli ometti gialli che vivono per servire i cattivi. Come rivelato nel film omonimo, che li vede protagonisti, sono creature immortali che popolano la terra fin dai tempi delle monocellule, andando sempre a cercare le creature più malvagie per servirle.

## Caratterizzazione

### Linguaggio
I Minions sono dei nani alti circa tra 1,0m e 1,10m che possono avere 1 o 2 occhi, indossano occhiali e sono gialli. Parlano una non-lingua che consiste in un'unione e parole francesi, inglesi, italiane, spagnole, giapponesi, tedesche, indiane e coreane. L'espressività facciale e l'intonazione vocale consentono ugualmente di comprendere il senso di ciò che dicono.

### Doppiaggio
In lingua originale i Minions sono doppiati da Pierre Coffin in tutti i capitoli della saga, affiancato da Chris Renaud nel secondo film per i Minions viola.
In italiano, nel primo film si decise di doppiarli quasi interamente e farli parlare spesso in italiano, aggiungendo anche parole dove non originariamente presenti. Nel secondo film invece si mantenne la versione originale, doppiando solo le parole che necessitavano di traduzione in italiano. A partire da Minions, si mantenne interamente la versione originale con registrazioni apposite di Coffin per i pochi termini tradotti. Nei primi due film le parti doppiate dei Minion sono state interpretate da Manfredi Aliquò, Francesco De Francesco e Oreste Baldini.

## Filmografia

### Lungometraggi
- Cattivissimo me (2010)
- Cattivissimo me 2 (2013)
- Minions (2015)
- Cattivissimo me 3 (2017)
- Minions 2 - Come Gru diventa cattivissimo (2022)
- Cattivissimo me 4 (2024)

### Cortometraggi
- Home Makeover (2010)
- Giorno d'orientamento (2010)
- Banana (2010)
- Puppy (2013)
- Panic in the Mailroom (2013)
- Training Wheels (2013)
- Binky Nelson Unpacified (2015)
- Competition (2015)
- Cro Minion (2015)
- Mower Minions (2016)
- The Secret Life of Kyle (2017)
- Yellow is the New Black (2018)
- Santa's Little Helpers (2019)
- Minion Scouts (2019)
- Minions & Monsters (2021)
- Post Modern Minion (2022)
- Stralunato (2023)

### Videogiochi
- Cattivissimo me: Minion Rush HD (2013)